# Julia Annas
Julia Elizabeth Annas (13 giugno 1946) è una filosofa e storica della filosofia statunitense.
È regent professor di filosofia presso l'Università dell'Arizona. Le sue ricerche si sono rivolte alla filosofia antica nei suoi aspetti etici, psicologici ed epistemologici, con particolare riguardo ad autori come Platone, Aristotele, Sesto Empirico, lo Scetticismo antico e Cicerone.

## Biografia
Nata in Gran Bretagna, si laurea (Bachelor of Arts) a Oxford nel 1968 e parte poi per gli Stati Uniti per studiare presso l'Università di Harvard dove ottiene il suo Master universitario nel 1970 e il dottorato in filosofia due anni dopo.
Rientra in Inghilterra, e per una quindicina d'anni è fellow e tutor presso la facoltà di filosofia del St Hugh's College dell'Università di Oxford. Inizia a pubblicare articoli su riviste specializzate, come Phronesis, Philosophical Quarterly, Philosophy, ecc. a partire dal 1974 e il suo primo libro, dal titolo Aristotle's Metaphysics M and N, viene pubblicato nel 1976. Nel 1983 crea la rivista Oxford Studies in Ancient Philosophy, considerata una delle più importanti riviste per la filosofia greca.
Nel 1986 ritorna negli Stati uniti e diventa professore presso l'Università dell'Arizona, dove svilupperà tutta la sua carriera, diventando nel 1995 docente di cattedra. Specializzata sull'etica di Platone e Aristotele, si è concentrata sui legami fra la le dottrine antiche e la morale moderna. In una delle sue opere più famose, The Morality of Happiness pubblicata nel 1995, afferma che essere virtuosi implica un “ragionamento pratico” che può essere paragonato all'“esercizio di una capacità pratica”.

## Riconoscimenti
- Nel 1992 diventa membro dell'American Academy of Arts and Sciences.[4]
- Nel 2004 e 2005 è presidente della Pacific Division of the American Philosophical Association.[5]
- Nel 2009 entra a far parte della Norwegian Academy of Arts and Sciences.[6]

## Opere

### Monografie
- Intelligent Virtue (Oxford, 2011).
- Plato: A Very Short Introduction (Oxford, 2003).
- Ancient Philosophy: A Very Short Introduction (Oxford, 2000).
- Voices of Ancient Philosophy: An Introductory Reader (Oxford, 2000).
- Platonic Ethics, Old and New (Cornell, 1999).
- Julia Annas, The Morality of Happiness, Oxford University Press, 1993, ISBN 978-0-19-509652-1.  (reprint 1995, ISBN 978-0-19-509652-1)
- Hellenistic Philosophy of Mind (California, 1992).
- The Modes of Scepticism (Cambridge, 1985), with Jonathan Barnes.
- An Introduction to Plato's Republic (Oxford, 1981).
- Aristotle's Metaphysics, Books M and N, translated with introduction and notes, (Oxford 1976).

### Traduzioni
- Plato, Statesman (Cambridge, 1995), with Robin Waterfield.
- Sextus Empiricus, Outlines of Scepticism (Cambridge, 1994), with Jonathan Barnes.
- Aristotle, Aristotle's Metaphysics Books M and N (Oxford, 1976).

### Articoli
- "What are Plato's “Middle” Dialogues in the Middle Of?" (Harvard University Press, 2002)
- "Democritus and Eudaimonism" (Presocratic Philosophy: Essays in Honour of Alex Mourelatos, edited by Victor Caston and Daniel Graham, Ashgate, Aldershot, 2002)
- "Aristotle and Kant on Morality and Practical Reasoning" (Aristotle, Kant & The Stoics, ed. S. Ergstrom and J. Whiting, Cambridge 1996)
- "Virtue and Eudaimonism" (Virtue and Vice, ed. E. Paul, J. Jaul and F. Miller,  Cambridge, 1998)
- "Prudence and Morality in Ancient and Modern Ethics" (Ethics, January 1995)
- "Epicurus on Agency" (Passions and Perceptions, Cambridge, 1993)
- "The Good Life and the Good Lives of Others" (The Good Life and the Human Good, Cambridge, 1992)
- "Plato the Sceptic" (Oxford Studies in Ancient Philosophy, Supp. Vol., 1992).
- "Plato's Myths of Judgement" (Phronesis Vol. 27 No. 2, 1982; pp. 119-143).